# متال گیر سالید ۲: پسران آزادی
متال گیر سالید ۲: پسران آزادی (به ژاپنی: メタルギアソリッド2 サンズ・オブ・リバティ، به انگلیسی: Metal Gear Solid 2: Sons of Liberty) یا به اختصار MGS2، یک بازی ویدئویی در سبک اکشن-ماجراجویی و مخفی‌کاری از مجموعه بازی‌های متال گیر به نویسندگی و کارگردانی هیدئو کوجیما است که توسط کوجیما پروداکشنز توسعه یافته و به‌وسیلهٔ شرکت کونامی در ۱۳ نوامبر ۲۰۰۱، برای کنسول پلی‌استیشن ۲ عرضه شد. این بازی مستقیماً دنبالهٔ متال گیر سالید (۱۹۹۸) به‌شمار می‌رود. نسخه‌ای گسترده از این بازی تحت عنوان متال گیر سالید ۲: سابستنس در سال بعد برای ایکس‌باکس و مایکروسافت ویندوز به‌علاوه پلی‌استیشن ۲ منتشر شد. نسخه‌ای بازسازی شده از این بازی تحت نام متال گیر سالید ۲: پسران آزادی - نسخهٔ اچ‌دی، بعدها در عنوان متال گیر سالید مجموعه اچ‌دی برای پلی‌استیشن ۳، ایکس‌باکس ۳۶۰ و پلی‌استیشن ویتا قرار گرفت.
متال گیر سالید ۲ برای داشتن روند بازی، گرافیک و توجه به جزئیات با واکنش‌های بسیار مطلوبی از سوی منتقدان همراه بود. با این حال، منتقدان در ابتدا در مورد شخصیت اصلی و ماهیت فلسفی و اجرای خط داستانی بازی که به بررسی موضوعات بسیاری مانند میمتیک، مهندسی اجتماعی، هوش مصنوعی، واقعیت مجازی و ناهماهنگی شناختی آزادی اندیشه می‌پردازد، اختلاف نظر داشتند. بازی همچنین یک موفقیت تجاری به‌شمار می‌رفت و تا سال ۲۰۰۴ موفق به فروش هفت میلیون نسخه شد. از آن زمان به‌عنوان یکی از بهترین بازی‌های ویدئویی تمام دوران و همچنین نمونه‌ای برجسته از بیان هنری در بازی‌های ویدئویی در نظر گرفته می‌شود.

## خلاصه
داستان بازی، ۲ سال پس از ماجرای جزیره شادوموزز آغاز می‌شود. اسنیک و آتاکان هنوز به دنبال کشف متال گیرهای جدید هستند و می‌خواهند با تولید این سلاح‌های مرگبار مبارزه کنند. آنها به یک ناو نیروی دریایی آمریکایی مشکوک هستند. به همین دلیل اسنیک مخفیانه وارد آن می‌شود تا مدارکی را مربوط به وجود متال گیر در آن پیدا کند؛ ولی او با یک گروه کماندوهای روسی مواجه می‌شود که به ناو حمله می‌کنند و کنترل آن را به دست می‌گیرند. روس‌ها به دنبال دزدیدن متال گیر جدید هستند. پس از این که متال گیر به‌طور موفقیت‌آمیز به وسیله روس‌ها دزدیده شد، ناو غرق و اسنیک ناپدید می‌شود؛ ولی در محل غرق شدن ناو که در نزدیکی ساحل شهر نیویورک است، آلودگی شیمیایی خطرناکی ایجاد می‌شود که برای از میان بردن آن به سرعت سکوهایی در دنیا ساخته می‌شود تا با آلودگی‌ها مبارزه کند. داستان اصلی بازی، ۲ سال پس از این جریان و زمانی که دریا تقریباً از آلودگی پاک شده است ولی یک گروه تروریستی به نام فرزندان آزادی موفق می‌شوند با کمک کماندوهای روسی، سکو را تحت اختیار خود بگیرند و دولت را تهدید می‌کنند که سکو را منفجر و آلودگی‌های دریا را چند برابر می‌کنند. آنها رئیس‌جمهور را که در حال بازدید از سکو بوده، گروگان می‌گیرند و در قبال آزادی او پول درخواست می‌کنند. این بار هم به وسیله دولت، یک کماندو مزدور به سکو فرستاده می‌شود که رایدن نام دارد و شخصیت اصلی بازی است. در ادامه رایدن متوجه می‌شود که هیچ‌کدام از این داستان‌ها حقیقت ندارد و سکو اصلاً برای هدفی غیر از برطرف کردن آلودگی دریا، به وسیله دولت ساخته شده و تروریست‌ها با گروگان گرفتن رئیس‌جمهور هدف دیگری را دنبال می‌کنند.

## داستان
در سال ۲۰۰۷، سالید اسنیک به یک نفتکش نفوذ می‌کند که حامل مدل جدیدی از متال گیر به نام RAY است. این نفتکش توسط مزدوران روسی به فرماندهی سرهنگ گورلوکوویچ، دخترش اولگا و اوسلوت مورد حمله قرار می‌گیرد. اوسلوت به متحدانش خیانت می‌کند و کشتی را غرق می‌کند، اما وقتی اسنیک را می‌بیند، تحت تسلط اراده لیکوئید اسنیک قرار می‌گیرد و با متال گیر RAY فرار می‌کند.
دو سال بعد، تاسیساتی به نام بیگ شل برای پاک‌سازی آلودگی نفتی ساخته شده است. در حین بازدید رئیس‌جمهور آمریکا، جیمز جانسون، گروهی به نام پسران آزادی به تاسیسات حمله کرده، جانسون را گروگان می‌گیرند و تهدید به نابودی مجموعه می‌کنند. رایدن، عضو تیم فاکس‌هاوند، با دستور سرهنگ برای نجات گروگان‌ها و خنثی کردن تروریست‌ها وارد عمل می‌شود. اعضای باقی‌مانده از تیم نیروی ویژه نیروی دریایی، ایروکویس پلیسکین (که در واقع سالید اسنیک است) و پیتر استیلمن، به رایدن در خنثی‌سازی بمب‌های کارگذاشته شده توسط فَت‌من کمک می‌کنند. انفجاری به وقوع می‌پیوندد که استیلمن را می‌کشد. رایدن فَت‌من را می‌کشد و با یک نینجای سایبورگ مرموز روبه‌رو می‌شود. رایدن و پلیسکین ترتیب می‌دهند تا گروگان‌ها با هلیکوپتر منتقل شوند، اما رهبر گروه دد سل که خود را سالید اسنیک معرفی می‌کند، با هریری به آن‌ها حمله می‌کند. رایدن هلیکوپتر را سرنگون می‌کند اما «سالید اسنیک» فرار می‌کند و متال گیر RAY را به سرقت می‌برد. پلیسکین هویت واقعی خود را فاش می‌کند و همراه اوتاکون به جستجوی جانسون می‌پردازد.
جانسون به رایدن می‌گوید که نظام دموکراتیک آمریکا صوری است و در واقع توسط سازمانی مخفی به نام «پاتریوت‌ها» اداره می‌شود. همچنین بیگ شل نمایشی است برای پنهان کردن «آرسنال گیر»، یک قلعه متحرک زیرآبی که میزبان هوش مصنوعی به نام «GW» است. رهبر دد سل، جرج سیرز، که کلونی از بیگ باس و با نام سالیدوس اسنیک است، قصد دارد آرسنال را تصاحب کرده و علیه پاتریوت‌ها قیام کند. اوسلوت جانسون را می‌کشد.
رایدن برنامه‌نویس کامپیوتری اما امرچ، خواهر ناتنی اوتاکون را نجات می‌دهد؛ اما امّا توسط ونپ زخمی می‌شود و رایدن او را می‌کشد. اما قبل از مرگ، اما ویروسی را در GW آپلود می‌کند تا آرسنال را فلج کند؛ هرچند خودش بر اثر جراحات می‌میرد. اوتاکون برای نجات گروگان‌ها می‌رود و رایدن توسط نینجایی که مشخص می‌شود اولگا است دستگیر می‌شود، در حالی که اسنیک به نظر خیانت می‌کند. بیگ شل تخریب می‌شود و آرسنال حرکت می‌کند.
رایدن در آرسنال به هوش می‌آید و سالیدوس، که او را به عنوان کودک سرباز بزرگ کرده بود، خود را معرفی می‌کند. اولگا رایدن را آزاد می‌کند و توضیح می‌دهد که او مأمور پاتریوت‌ها است و مجبور است به رایدن کمک کند تا فرزندش در امان بماند. پس از رفتار غیرعادی سرهنگ، رایدن می‌فهمد که او در واقع ساختگی هوش مصنوعی GW است که توسط ویروس آسیب دیده است. رز به رایدن می‌گوید که به دستور پاتریوت‌ها عاشق و جاسوس او شده و باردار است.
رایدن سالید اسنیک را پیدا می‌کند که در تسخیر اولگا و برای ورود به آرسنال همکاری می‌کند. در ادامه، فورتون با اسنیک می‌جنگد و رایدن مجبور می‌شود با متال گیرهای RAY تحت کنترل هوش مصنوعی مبارزه کند. ویروس باعث اختلال در عملکرد این متال گیرها می‌شود و اولگا برای نجات رایدن خود را قربانی می‌کند.
سالید و رایدن دستگیر می‌شوند و به بالای آرسنال منتقل می‌شوند. سالیدوس، فورتون و اوسلوت آن‌ها را محاصره می‌کنند. اوسلوت خود را مأمور پاتریوت‌ها معرفی کرده و می‌گوید کل این ماجراها ترفندی بوده برای بازآفرینی مصنوعی سربازی مانند سالید اسنیک تحت عنوان طرح S3، شبیه‌سازی حادثه شادو موزس. اوسلوت فورتون را می‌کشد و دوباره تحت تسلط لیکوئید اسنیک قرار می‌گیرد. لیکوئید توضیح می‌دهد که دست راست جدا شده اوسلوت با دست خودش تعویض شده و قصد دارد با استفاده از دانش میزبان و متال گیر RAY دزدیده شده پاتریوت‌ها را تعقیب کند.
آرسنال به منهتن سقوط می‌کند. رایدن توسط هوش مصنوعی که جایگزین سرهنگ و رز شده تماس می‌گیرد که می‌گوید تنها GW نابود شده و هدف اصلی طرح S3 کنترل افکار انسانی است تا از فروپاشی جامعه در عصر دیجیتال جلوگیری شود. آن‌ها رایدن را موظف می‌کنند که سالیدوس را بکشد، در غیر این صورت جان اولگا و رز در خطر است.
پس از شکست سالیدوس، سالید اسنیک با پیگیری متال گیر لیکوئید وارد عمل می‌شود. اسنیک و اوتاکون برنامه‌ریزی می‌کنند که فرزند اولگا را نجات دهند و پاتریوت‌ها را که اطلاعات آن‌ها در دیسک ویروس GW مخفی شده پیدا کنند. رایدن با رز واقعی دوباره متحد می‌شود.

## بازتاب‌ها
| گردآورنده  | امتیاز |
| ---------- | ------ |
| گیم‌رنکینگز | ۹۵٫۰۹٪ |
| متاکریتیک  | ۹۶٪    |

| ناشر                    | امتیاز |
| ----------------------- | ------ |
| الکترونیک گیمینگ مانثلی | ۹٫۵/۱۰ |
| گیم اینفورمر            | ۱۰/۱۰  |
| گیم‌پرو                  | ۵/۵    |
| گیم‌اسپات                | ۹٫۶/۱۰ |
| گیم‌اسپای                | ۵/۵    |
| گیم‌زون                  | ۹٫۸/۱۰ |
| آی‌جی‌ان                  | ۹٫۷/۱۰ |
| اوپی‌ام (ایالات متحده)   | ۵/۵    |

## معادل‌های انگلیسی
1. ↑  Success
2. ↑  Norihiko Hibino
3. ↑  Rika Muranaka
4. ↑  Sons of Liberty

## پوند به بیرون
- Official site Konami of Japan
- Official site at Konami Europe
- Metal Gear Solid 2 - Sons of Liberty در کرلی